# Paralysie
 (septembre 2014).
Si vous disposez d'ouvrages ou d'articles de référence ou si vous connaissez des sites web de qualité traitant du thème abordé ici, merci de compléter l'article en donnant les références utiles à sa vérifiabilité et en les liant à la section « Notes et références ».
 Mise en garde médicale
La paralysie ou plégie est une perte de motricité par diminution ou perte de la contractilité d'un ou de plusieurs muscles, due à des lésions de voies nerveuses ou des muscles : si le phénomène est incomplet, on parle de parésie.
Les paralysies d'origine nerveuse sont centrales ou périphériques.
Quelques maladies métaboliques du système musculaire peuvent être responsables de paralysies sans lésion nerveuse ni musculaire (myasthénie).

## Importance de la paralysie
Le degré de paralysie se cote de 0 à 5 (selon Daniels & Worthingham) :
- 0 : aucune contraction (paralysie totale ou plégie) ;
- 1 : contraction visible n’entraînant aucun mouvement ;
- 2 : contraction permettant le mouvement en l’absence de pesanteur ;
- 3 : contraction permettant le mouvement contre la pesanteur ;
- 4 : contraction permettant le mouvement contre résistance ;
- 5 : force musculaire normale.

## Formes de paralysie

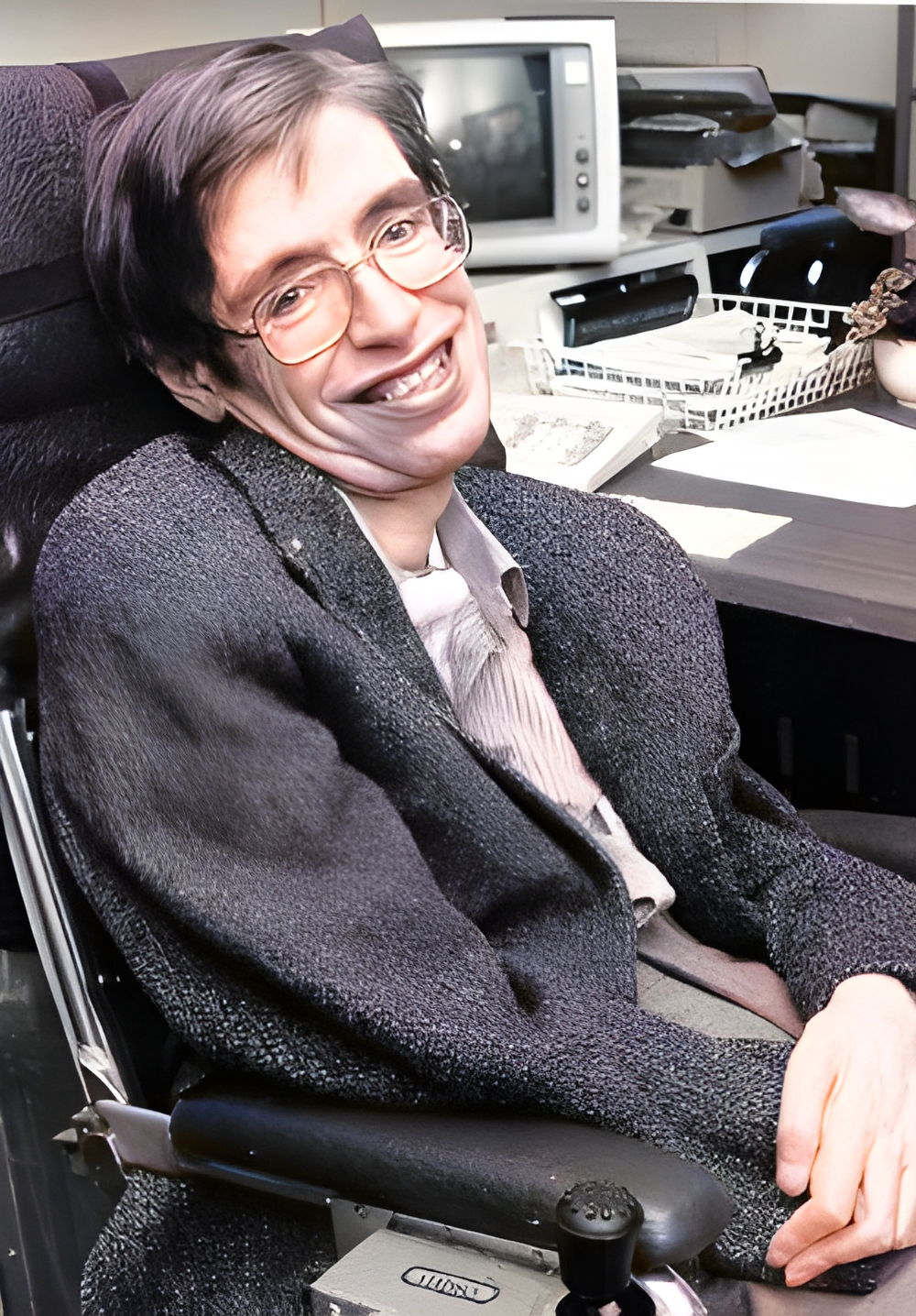
Stephen Hawking paralysé à cause d'une sclérose latérale amyotrophique (SLA), en 1974.

### Formes systématiques d'origine neurologique
On distingue les paralysies d'origine centrale, dues à une lésion au niveau du cerveau, du tronc cérébral ou de la moelle épinière :
- hémiplégie, proportionnelle si elle touche de façon comparable l'ensemble d'un hémicorps, ou non proportionnelle ;
- paraplégie ;
- quadriplégie (ou tétraplégie) ;

et les paralysies d'origine périphérique, dues à l'atteinte d'une ou plusieurs racines, ou bien d'un ou plusieurs nerfs, par exemple :
- paralysie radiale ;
- paralysie du nerf médian (comme dans le syndrome du canal carpien).

### Formes d'origine psychodynamique
Les paralysies fonctionnelles affectent des mouvements coordonnés pour réaliser un type d'action déterminé : par exemple l'astasie-abasie (trouble de la marche et de la station debout, mais permettant d'autres mouvements en dehors de la marche).

## Paralysies d'autrefois
- La paralysie agitante désignait les mouvements incoordonnés du parkinsonien.[réf. souhaitée]
- La paralysie générale (PG) correspondait à la syphilis tertiaire.[réf. souhaitée]